# 羅伯道·王彬
罗伯道·维拉约·王彬（英語：Roberto Velayo Ongpin，1937年1月6日—2023年2月4日），菲律宾商人，曾任菲律宾贸易与工业部部长，马科斯时代的贸易与工业部部长，弟弟海梅则是柯拉蓉·艾奎諾执政期间的财政部部长。
王彬于2017年被福布斯列为菲律宾富豪榜第16名，次年以37.2亿的净资产升至第12名。。

## 早年生活与教育
王彬出生于1937年1月6日，为家中的第二个孩子。他成长于圣胡安的一个社区，该社区位于马尼拉的一个郊区，当时属于黎剎省的一部分。王彬的曾祖父羅曼·王彬也是一名商人，曾为菲律宾人在西班牙及美国的殖民地上进行的革命运动提供经济支持，其家族被称为菲律宾“最有影响力且影响最为深远的家族”。
王彬年轻时主要依靠奖学金来供给学费。他先后就读于马尼拉雅典耀高中及马尼拉雅典耀大学，后于1957年大学毕业并获得工商管理理学学士学位。在短暂就职于一家工厂后，王彬于1958年成为一名特许会计师。
1961年，王彬自哈佛大学取得工商管理硕士学位。在哈佛大学就读期间，王彬结识了来自智利瓦尔帕莱索的莫妮卡·阿雷拉诺并与她结婚，这段婚姻持续了55年，两人育有2个孩子。除此之外，王彬还有另外两任妻子，这两任妻子各自为他生下了一个孩子。

## 职业生涯

### 西西普合夥會計師事務所
王彬于1963年回到菲律宾后，在舅舅的邀请下进入多领域专业服务公司西西普合夥會計師事務所工作。该公司创始人薛华盛曾表示王彬是他认识的最为激进及有效率的管理人员。1966年，30岁的王彬成为西西普合夥會計師事務所的合伙管理人。

### 贸易与工业部部长
王彬于1979年离开西西普合夥會計師事務所，在总统费迪南德·马科斯的邀请下进入总统内阁，被任命为贸易与工业部部长，以42岁的年龄成为菲律宾最年轻的一位工贸部部长。
在王彬担任工贸部部长的七年中，期间由于政治动荡，通过外贸获得的国家收入很难流入政府，致使菲律宾经济状况持续下滑。王彬曾数次与其他国家的领导人就经济事务进行磋商，包括文莱苏丹哈桑纳尔·博尔基亚、马来西亚总理马哈迪·莫哈末、新加坡总理李光耀及以色列总统萨达姆·侯赛因。
1984年，菲律宾遭遇债务及外汇危机，当时菲律宾比索与美元的官方汇率为14:1，然而黑市汇率却达到30:1。工贸部于是建立了岷伦洛区中央银行，实行双重汇率制，允许政府直接干预黑市的货币价格，以缩减汇率差。

### 1986年人民力量革命
1986年2月22日早间，王彬在前往馬拉坎南宮会见总统马科斯、美国大使斯蒂芬·博斯沃思及美国特别大使菲利普·哈比卜途中注意到自己的护送军人被撤走，于是致电国防部长胡安·恩里莱要求调查，无意中使得恩里莱察觉到他的政变计划可能已经暴露，恩里莱遂立即向政府申请休息。同年菲律宾爆发人民力量革命，马科斯被迫下台，由柯拉蓉·艾奎諾担任新任总统。

### 商业活动
马科斯政府垮台后，王彬重新回到商界。他与另一名商人合伙创办了贝尔公司，担任该公司首席执行官，并在大雅台高地参与设立了一家旗舰部门，同时还参与到一些矿业、房地产、制造业、加工业、借贷等方面的投资。
王彬在一家名为Alphaland的公司拥有94%的股份，并担任其中两个分公司的负责人，该公司还拥有一个民航子公司，为同为该公司所属的巴莱辛岛俱乐部提供包机服务。2017年9月，王彬开始通过Alphaland在碧瑶市建立了一个含有300间住房的公寓，耗资50亿菲律宾比索，并于2018年开放入住。
1979年，王彬收购了南海石油与其他矿产探测有限公司（英語：South Seas Oil and Mineral Exploration Co. Inc，于1969年8月20日通过合并而成）的控股权。2000年，在各大股东商议之后，该公司被改造为一家互联网公司，更名为PhilWeb.Com，2002年，该公司再次更名为PhilWeb，并于次年获菲律宾证券交易委员会通过。
2016年8月，时任总统罗德里戈·杜特尔特将王彬指定为寡头政治成员，并让他终止经营线上游戏业务，而游戏业务是Philweb的核心业务，王彬于是辞去Philweb负责人一职。王彬后来表示Philweb并非一家游戏公司，只是电子游戏的软件提供商，而游戏的开发商则为菲律賓娛樂及遊戲公司。此事引起不少人的猜测，有人认为王彬是菲律宾“阴暗政治”的受害者之一。但王彬本人表示并不怨恨杜特尔特，反而会“尽我所能去支持他的政策”。后来王彬将他在PhilWeb的股份转让给了前总统马科斯的女婿，减轻了来自政界的压力，开始专注于其他业务。
1973年，马尼拉雅典耀大学化学院教职人员组成了菲律宾纯粹与应用化学研究院，并邀请王彬加入董事会。1984年，该研究院建立了一个专用建筑，王彬亦有参与建造过程。
王彬还担任过菲律宾交通银行行长、菲律宾东部通讯公司（2006—2011年）等多家企业的总裁、Philex矿产公司的副总裁以及佩特龙、生力集团、菲律宾航空等数个企业的总监。
除了在国内开展业务以外，王彬亦与几个外国公司有合作关系，例如曾担任过南华早报副总编及香港友邦资本公司副总裁。

## 逝世
2023年2月4日，王彬在奎松省波利略的巴莱辛岛上于睡梦中去世，享年86岁。